# Rudtjärnen (Garpenbergs socken, Dalarna)
Rudtjärnen är en sjö i Hedemora kommun i Dalarna och ingår i Dalälvens huvudavrinningsområde.